# Масерија Карабела (Таранто)
Масерија Карабела (итал. Masseria Carabella) је насеље у Италији у округу Таранто, региону Апулија.
Према процени из 2011. у насељу је живело 310 становника. Насеље се налази на надморској висини од 33 м.